# Cinnamomum albosericeum
Cinnamomum albosericeum là loài thực vật có hoa trong họ Nguyệt quế. Loài này được (Gamble) Cheng miêu tả khoa học đầu tiên năm 1961.